# Wirkungskommunikation
Der Fachbegriff Wirkungskommunikation wurde im Bereich der Werbebranche geprägt und bezeichnet primär das Bestreben, werbende oder auch sachliche Informationen mit maximaler Effizienz zum jeweiligen Empfänger zu bringen. Als effizient wird in diesem Fall sowohl eine hohe Verbreitung und Akzessibilität als auch gute Verständlichkeit in Verbindung mit entsprechender optischer bzw. sprachlicher Ausgestaltung bezeichnet.

## Wirkungskommunikation, enthalten in via Medien verbreiteter Werbung
Um diese Effekte zu erreichen, zielt Wirkungskommunikation im werblichen Bereich stets auf eine möglichst optimierte, umfassende Verbindung der modernen Medien ab. Es wird also ein Synergieeffekt aus multimedialen Daten (Textdaten, Bilddaten, Videodaten, Audiodaten) und Online-Angeboten (Homepages, Online-Portale, Videochannels, SocialNetworks) angestrebt.

## Wirkungskommunikation durch seitens Unternehmensmitarbeiter vorgenommene Kommunikation mit Adressaten
Auch im unternehmerischen Bereich ist die allgemeine Definition gültig, hier aber mit veränderter Zielsetzung. Die zu vermittelnden Informationen beziehen sich  hierbei auf das jeweilige Unternehmen und sollen dessen Kunden auf angemessene und professionelle Art und Weise vermittelt werden. Bei der Wirkungskommunikation liegt die Konzentration darauf, ob und wie die Botschaft beim Adressaten (i. d. R. beim Kunden) ankommt. „Wirkungskommunikation“ bezieht sich hier also auf angemessenes Verhalten der Angestellten in den unterschiedlichen schriftlichen oder verbalen Kommunikationssituationen (Meetings, Telefongespräche, Präsentationen, Briefe, E-Mails).